# عدنان ارکان
عدنان ارکان (انگلیسی: Adnan Erkan؛ زادهٔ ۱۵ ژانویهٔ ۱۹۶۸) بازیکن فوتبال اهل ترکیه است.
از باشگاه‌هایی که در آن بازی کرده‌است می‌توان به باشگاه فوتبال مرسین، باشگاه فوتبال دنیزلی اسپور، باشگاه فوتبال آنکاراگوچو، و باشگاه فوتبال قونیه‌اسپور اشاره کرد.
وی همچنین در تیم ملی فوتبال ترکیه بازی کرده‌است.